# Rákovica község
Rákovica község (románul: Comuna Racovița) község Szeben megyében, Romániában. Központja Rákovica, beosztott falva Oltfelsősebes.

## Fekvése
A község a Fogarasi havasok lábánál elhelyezkedő dombok és az Olt bal partja között található, 385 méter tengerszint feletti magasságon. A legközelebbi települések: Felek (6 kilométer), Nagytalmács (7 kilométer), Nagyszeben (Nagytalmácson át 27 kilométer, Feleken át 32 kilométer). A DJ 105G megyei úton közelíthető meg; a község közelében halad el a Nagyszeben–Fogaras–Brassó vasútvonal.

## Népessége
1850-től a népesség alábbiak szerint alakult:
| Lakosok száma | 2226 | 2444 | 1720 | 2083 | 2311 | 2760 | 2606 |
|               | 1850 | 1890 | 1930 | 1966 | 1992 | 2011 | 2021 |

A 2011-es népszámlálás adatai alapján a község népessége 2760 fő volt, melynek 97,68%-a román. Vallási hovatartozás szempontjából a lakosság 93,08%-a ortodox és 4,13%-a baptista.

## Nevezetességei
A község területéről az alábbi épületek szerepelnek a romániai műemlékek jegyzékében:
- az oltfelsősebesi Szent Péter és Pál apostolok templom (LMI-kódja SB-II-m-B-12544)

## Híres emberek
A községben születtek Dionisie Florianu von Oltrákovicza (1856-1921) vezérőrnagy, Florine Calinesco (1878–1966), operaénekesnő